# Conjecture
Ne doit pas être confondu avec Conjoncture.
 (février 2017).
Si vous disposez d'ouvrages ou d'articles de référence ou si vous connaissez des sites web de qualité traitant du thème abordé ici, merci de compléter l'article en donnant les références utiles à sa vérifiabilité et en les liant à la section « Notes et références ».
En mathématiques, une conjecture est une assertion pour laquelle on ne connaît pas encore de démonstration, mais que l'on croit fortement être vraie (en l'absence de contre-exemple, ou comme généralisation de résultats démontrés),.
Une conjecture peut être choisie comme hypothèse ou postulat pour étudier d'autres énoncés. Si une conjecture se révèle indécidable relativement au système d'axiomes dans laquelle elle s'insère, elle peut être érigée en nouvel axiome (ou rejetée par la mise en place d'un nouvel axiome).
Dans le langage courant, on désigne comme conjecture une hypothèse qui n'a encore reçu aucune confirmation.

## Définition et exemples
Quand une conjecture est démontrée, elle devient un théorème et rejoint la liste des faits mathématiques. Jusqu'à ce stade de véracité, les mathématiciens doivent donc faire attention lorsqu'ils font appel à une conjecture dans leurs structures logiques et leurs démonstrations.
Par exemple, l'hypothèse de Riemann est une conjecture de la théorie des nombres qui énonce (entre autres choses) des prévisions sur la distribution des nombres premiers. Peu de théoriciens des nombres doutent du fait que l'hypothèse de Riemann soit vraie. Dans l'attente de sa démonstration éventuelle, certains mathématiciens développent d'autres démonstrations qui reposent sur cette conjecture. Cependant, ces « démonstrations » tomberaient en morceaux si l'hypothèse de Riemann se révélait fausse. Il y a donc un intérêt mathématique majeur à démontrer ou réfuter certaines conjectures mathématiques pendantes.
Bien que la plupart des conjectures les plus célèbres aient été vérifiées pour des kyrielles étonnantes de nombres, cela ne constitue pas une garantie contre un contre-exemple, qui réfuterait immédiatement la conjecture considérée. Par exemple, la conjecture de Syracuse – qui concerne l'arrêt d'une certaine suite de nombres entiers – a été examinée pour tous les nombres entiers jusqu'à deux élevé à la puissance 62-ième (soit plus de quatre milliards de milliards). Cependant, elle a toujours le statut de conjecture, car on ne peut exclure l'existence d'un contre-exemple au-delà de 262 qui viendrait l'infirmer, bien que l'on sache par des arguments probabilistes que de tels contre-exemples deviennent de plus en plus rares au fur et à mesure que l'on progresse vers des nombres de plus en plus grands, mais « forte vraisemblance » n'est pas « certitude ». Ainsi, une conjecture de Gauss concernant la répartition des nombres premiers,  plausible et confirmée pour toutes les valeurs actuellement accessibles (par ordinateur) a cependant été démontrée fausse, le premier contre-exemple étant sans doute de l'ordre de {\displaystyle 10^{300}}.
Toutes les conjectures ne finissent pas par être établies comme vraies ou fausses. Par exemple, l'hypothèse du continu - qui essaye d'établir la cardinalité relative de certains ensembles infinis - s'est avérée indécidable à partir de l'ensemble des axiomes généralement admis de la théorie des ensembles. Il est donc possible d'adopter cette assertion, ou sa négation, comme nouvel axiome tout en restant cohérent (comme nous pouvons également accepter le postulat des parallèles d'Euclide comme vrai ou faux). Pire, le théorème d'incomplétude de Gödel montre que dans toute théorie qui contient l'arithmétique, il existe des propositions qui, quoique démontrables pour chacun des entiers (chaque instance de la proposition par un entier est démontrable), ne peuvent pas être démontrées en tant que théorème sur tous les entiers ; des exemples naturels de ce phénomène ont été en particulier construits par Youri Matiiassevitch, exhibant pour chaque théorie un polynôme dont on ne peut démontrer (dans cette théorie) qu'il possède des racines entières.

## Exemples de conjectures

### Conjectures résolues
- La conjecture de Girard, formulée en 1629, a été démontrée dans ce qu'on appelle aujourd'hui le théorème de D'Alembert-Gauss ou théorème fondamental de l'algèbre en 1813.
- La conjecture des quatre couleurs, a été démontrée en 1976 en utilisant des programmes informatiques et complètement formalisée en 2006 dans l'assistant de preuve Rocq.
- Le « dernier théorème de Fermat » fut démontré en 1994.
- La conjecture de Poincaré, formulée en 1904, a été résolue en 2003 positivement.
- La conjecture de Gauss, qui exprimait que π(x) ≤ Li(x) (où Li est la fonction d'écart logarithmique intégrale), a été infirmée par Littlewood qui a montré que la différence π(x) – Li(x) changeait de signes une infinité de fois.
- La conjecture des nombres premiers sur la valeur asymptotique de π(x), énoncée en 1809 par Legendre, a été démontrée indépendamment par Hadamard et La Vallée Poussin en 1896.
- La conjecture de Bieberbach sur les coefficients des fonctions entières injectives dans le disque unité a été démontrée en 1985 par Louis de Branges de Bourcia.
- La conjecture de Mertens, énoncée en 1897, a été réfutée en 1985 par Odlyzko et te Riele.
- Les conjectures du mémoire de Riemann de 1859 sur la fonction ζ ont toutes été résolues avant le XXe siècle, sauf l'hypothèse de Riemann.
- Le problème de Waring a été résolu par Hilbert en 1909.
- L'hypothèse du continu a été partiellement résolue, au sens que Paul Cohen a démontré qu'elle est indépendante des axiomes de la théorie des ensembles de Zermelo-Fraenkel.
- Lindemann a démontré en 1882 l'impossibilité de résoudre le problème de la quadrature du cercle avec uniquement une règle non graduée et un compas.
- Le problème de la trisection d'un angle quelconque par la règle non graduée et le compas seuls a été démontré impossible, ainsi que le problème de la duplication du cube par les mêmes moyens.

#### Le dernier théorème de Fermat
Formulée vraisemblablement en 1637, publiée en 1670, la plus célèbre de toutes les conjectures était celle dénommée le « dernier théorème de Fermat ». Ce n'est qu'après sa démonstration par le mathématicien Andrew Wiles en 1994 que cette conjecture devint théorème. La démonstration consista à prouver un cas particulier de la conjecture de Shimura-Taniyama-Weil, problème alors en attente de résolution depuis une quarantaine d'années. On savait en effet que le dernier théorème de Fermat découlait de ce cas particulier. Le théorème complet de Shimura-Taniyama-Weil fut finalement démontré en 1999 par Breuil, Conrad, Diamond et Taylor qui, en s'appuyant sur le travail de Wiles, remplirent par sauts de puce les cas restants jusqu'à la démonstration du résultat complet, appelé désormais théorème de modularité.

#### La conjecture de Kepler
La conjecture de Kepler, formulée par Johannes Kepler en 1611 et résolue positivement en 1998 par Thomas Hales ; la démonstration qui en a été publiée dans le journal Annals of Mathematics a satisfait les experts à « 99 % ». La vérification et preuve formelle fut apportée en 2014.

#### Le problème de Robbins
Une conjecture qui a résisté pendant 66 ans est le problème de Robbins (en). Son intérêt réside dans le fait que la seule solution qui en existe a été produite par un programme d'ordinateur.

### Conjectures actuelles
Les conjectures (non résolues) comprennent à ce jour :
- la conjecture de Goldbach (formulée en 1742) ;
- l'hypothèse de Riemann (formulée en 1859) ;
- la conjecture de Syracuse (formulée dans les années 1950) ;
- la conjecture abc (formulée en 1985) ;
- la conjecture P ≠ NP ;
- la conjecture des nombres premiers jumeaux, qui est la plus ancienne conjecture non résolue ;
- la conjecture des nombres parfaits ;
- la conjecture de Birch et Swinnerton-Dyer ;
- la conjecture de Legendre, selon laquelle entre n2 et (n + 1)2 existe toujours un nombre premier.
- la conjecture de Restivo dans ses versions faibles, en théorie des codes.

### Travaux en cours
Le programme de Langlands est un enchaînement de grande envergure qui vise l'unification des conjectures reliant différents champs des mathématiques : la théorie des nombres et la théorie de la représentation des groupes de Lie, certaines de ces conjectures ayant été depuis démontrées.